# Echipa națională de fotbal a Insulelor Virgine Americane
Echipa națională de fotbal a Insulelor Virgine Americane reprezintă Insulele Virgine Americane în fotbalul internațional.

## Participări

### Campionatul Mondial
- 1930 până în 1998 - nu a participat
- 2002 până în 2010 - nu s-a calificat

### Cupa de Aur
- 1991 până în 1998 - nu a participat
- 2000 până în 2007 - nu s-a calificat
- 2009 până în 2011- nu a participat

### Statistica meciurilor
| Meciuri | Victorii | Egaluri | Înfrângeri | GP | GÎ  | G+   |
| ------- | -------- | ------- | ---------- | -- | --- | ---- |
| 26      | 1        | 5       | 20         | 12 | 145 | -133 |

## Antrenori
- Paul Inurie (2000)
- Francisco Williams Ramírez (2004)
- Carlton Freeman (2004)
- Craig Martin